# Neolosbanus palgravei
Neolosbanus palgravei is een vliesvleugelig insect uit de familie Eucharitidae. De wetenschappelijke naam is voor het eerst geldig gepubliceerd in 1922 door Girault.